# Bonnie Piesse
Bonnie Piesse (ur. w 1983 roku w Melbourne) – australijska aktorka, wokalistka i piosenkarka. Jej przełomową rolą była rola Donny w serialu High Flyers. Krótko po tym odegrała rolę Beru Lars w filmie Gwiezdne wojny: Atak klonów. Powtórzyła tę rolę w filmie Gwiezdne wojny: Zemsta Sithów. Brała również udział w takich produkcjach jak Policjanci z Mt. Thomas, Horace & Tina, Stingers czy Last Man Standing.